# اوساباش
اوساباش (انگلیسی: Usabash) یک شهرک در شهرستان بلاگووشچنسکی باشقیرستان کشور روسیه است.